# Luo Jinxing
Luo Jinxing (骆金星), född 1964, kinesisk affärsman från Yiwu i Zhejiang-provinsen, ägare till Fanerdun Group AB. I Sverige har han blivit mest känd som initiativtagare till projektet China Europe Business & Exhibition Center i Kalmar.
Luo arbetade i Guizhou-provinsen som fabrikstekniker sedan han tagit examen vid universitetet och har även tjänstgjort som lärare. 1996 sade han upp sig från sitt arbete och återvände till hemstaden Yiwu, där han startade företaget Yiwu Jinzhou Plastic följande år. Året därpå byggde han upp en ansenlig förmögenhet och 2004 bildade han koncernen Fanerdun.

### Webbreferenser
”Intervju med Luo Jinxing (på kinesiska)”. http://finance.sina.com.cn/leadership/crz/20070319/16153419755.shtml. Läst 27 augusti 2007.